# Funerali della Vergine
I Funerali della Vergine è un dipinto a olio su tela (665 x 345 cm) di Ludovico Carracci, databile tra il 1605 e 1609 e conservato presso la Galleria nazionale di Parma.

## Storia
L'opera, il suo pendant Gli Apostoli al sepolcro della Vergine e alcune decorazioni ad affresco vennero eseguite dall'autore per il presbiterio del Duomo di Piacenza, dedicato alla glorificazione della Vergine, su richiesta del nobile e colto vescovo Claudio Rangoni, che volle ad eseguirlo due artisti in quel momento di punta, i bolognesi Camillo Procaccini e Ludovico Carracci. La datazione del dipinto è stata definita sulla base di alcune testimonianze epistolari dello stesso Ludovico Carracci. A seguito del Trattato di Tolentino e delle spoliazioni napoleoniche le due tele vennero requisite e portate in Francia nel 1796; insieme ad un altro gruppo di opere furono restituite alla città di Piacenza solo nel 1816 ed esposte nella sede della nuova Galleria Ducale.

## Descrizione
L'opera ritrae il momento nel quale il corpo della Vergine, trasportato dagli apostoli ed accompagnato da quattro angeli con il turibolo, compie il suo viaggio verso il sepolcro. Alcuni studiosi hanno fatto notare la maniera nella quale Ludovico ha rappresentato la scena, ritraendo le grandi figure umane e con una "cupa densità" di colore, mentre altri ancora hanno individuato nella particolare scelta dei colori riferimenti alle tonalità cromatiche della pittura veneziana. Ludovico sceglie in quest'opera di sottolineare la drammaticità della scena attraverso una gestualità caricata e teatralizzata secondo un gusto che rispecchia a pieno i valori pittorici nel periodo della controriforma.